# Călan
Călan é uma cidade da Romênia com 14.714 habitantes, localizada no judeţ (distrito) de Hunedoara.